# Метродепо „Земляне“
Метродепо „Земляне“ е депо, обслужващо Софийското метро.
В него се съхраняват, поддържат и ремонтират метровлаковете от третия метродиаметър. Първи и втори 
метродиаметър се обслужват от Метродепо „Обеля“. То се намира в ж.к Славия.